# Peripherie (Fernsehserie)
Peripherie (Originaltitel: The Peripheral) ist eine US-amerikanische Science-Fiction-Fernsehserie aus dem Jahr 2022, die von Scott Smith kreiert wurde, der auch als Executive Producer fungiert und bis März 2021 als Showrunner tätig war. Die von Amazon Studios produzierte Serie basiert auf dem 2014 erschienenen gleichnamigen Buch von William Gibson. Die Schöpfer von Westworld, Jonathan Nolan und Lisa Joy, sind ausführende Produzenten, zusammen mit Athena Wickham, Steve Hoban und Vincenzo Natali. Die Weltpremiere der Serie fand am 11. Oktober 2022 im Ace Hotel in Los Angeles statt. Seit dem 21. Oktober 2022 ist die Serie auf Prime Video zu sehen.

## Handlung
Peripherie handelt von Flynne Fisher, einer talentierten Gamerin, die in der nahen Zukunft in einer 3D-Druckerei im ländlichen Amerika einen tristen Job hat. Ihre Familie hat große Geldsorgen. Flynnes Bruder Burton bittet sie, ein neues Videospiel zu testen, da es extrem gut bezahlt werde. In ihrer ersten Spielmission muss sie als eine Avatar-Version ihres Bruders eine junge Frau verführen und unwissentlich töten. Nach und nach wird klar, dass sie keine Simulation gespielt hat – in Wirklichkeit hat sie während des „Spiels“ einen von echten Menschen nicht zu unterscheidenden Avatar im realen dystopischen London des 22. Jahrhunderts gesteuert, einen sogenannten Peripheral.

## Besetzung und Synchronisation
Die deutschsprachige Synchronisation entstand nach den Dialogbüchern und der Dialogregie von Timmo Niesner durch Arena Synchron in Berlin.
| Rolle             | Schauspieler          | Episoden    | Synchronsprecher  |
| ----------------- | --------------------- | ----------- | ----------------- |
| Flynne Fisher     | Chloë Grace Moretz    | 1–8         | Luisa Wietzorek   |
| Wilf Netherton    | Gary Carr             | 1–8         | Arne Stephan      |
| Burton Fisher     | Jack Reynor           | 1–8         | Ricardo Richter   |
| Tommy Constantine | Alex Hernandez        | 1–8         | Simon Derksen     |
| Cherise Nuland    | T’Nia Miller          | 1–5, 7–8    | Flavia Vinzens    |
| Conner Penske     | Eli Goree             | 1–4, 6–8    | Tobias Schmitz    |
| Corbell Pickett   | Louis Herthum         | 1–3, 6–8    | Frank Röth        |
| Leon              | Austin Rising         | 1–2, 4–7    |                   |
| Aelita West       | Charlotte Riley       | 1–3, 5, 7–8 | Luise Helm        |
| Jasper Baker      | Chris Coy             | 1–3, 5, 8   | Florian Clyde     |
| Ella Fisher       | Melinda Page Hamilton | 1–2, 5, 7–8 | Cathlen Gawlich   |
| Billy Ann Baker   | Adelind Horan         | 1, 3, 5, 8  | Lara Trautmann    |
| Ash               | Katie Leung           | 2–8         | Farina Brock      |
| Lev Zubov         | JJ Feild              | 2–4, 6–8    | Alexander Doering |
| Ossian            | Julian Moore-Cook     | 2–4, 6–8    | Amadeus Strobl    |

## Produktion

### Entwicklung
Im April 2018 wurde eine TV-Serienadaption von William Gibsons Roman The Peripheral von den Westworld-Schöpfern Lisa Joy und Jonathan Nolan für Amazon mit einer Drehbuchverpflichtung angekündigt. Der Anstoß für den Erwerb der Rechte zu einer Serienumsetzung soll von Cube-Regisseur Vincenzo Natali gekommen sein. Im April 2019 wurde bekannt gegeben, dass Joy und Nolan einen Gesamtvertrag bei Amazon Studios unterzeichnet haben, und die Produktion erhielt Mitte November 2019 einen Serienauftrag, wobei Joy und Nolan im Rahmen ihres Gesamtvertrags als Executive Producer fungieren. Außerdem gehören Athena Wickham, Steve Hoban und Vincenzo Natali zu diesen Produzenten. Die Episoden der Serie dauern jeweils eine Stunde, die von Kilter Films über Amazon Studios entwickelt werden. Warner Bros. Television ist ebenfalls als Produzent beteiligt, wobei Scott Smith als Autor fungiert. Smith hat die Serie entwickelt und fungiert gleichzeitig als Showrunner und Executive Producer. Natali führte beim Pilotfilm der Serie Regie. Am 30. März 2021 kam Greg Plageman als Executive Producer dazu und löste Smith als Showrunner ab.
Im Februar 2023 wurde die Serie um eine zweite Staffel verlängert. Im August 2023 nahm Prime Video die Entscheidung aufgrund des Drehbuch- und Schauspielerstreiks zurück.

### Casting
Im Oktober 2020 wurde bekannt gegeben, dass Chloë Grace Moretz für die Hauptrolle der Flynne Fisher gecastet wurde, bald danach stieß Gary Carr zur Hauptbesetzung. Im März 2021 bekam Jack Reynor eine weitere Hauptrolle der Serie. Im folgenden Monat wurden Eli Goree, Charlotte Riley, JJ Feild, Adelind Horan, T’Nia Miller und Alex Hernandez zur Hauptbesetzung hinzugefügt. Im Juni 2021 stießen Louis Herthum, Chris Coy, Melinda Page Hamilton, Katie Leung und Austin Rising in wiederkehrenden Rollen zum Cast, im Juli 2021 dann Alexandra Billings.

### Dreharbeiten
Die Dreharbeiten für die Serie begannen am 3. Mai 2021 in London, ab 24. September verlagerten sich die Dreharbeiten nach Marshall im US-Bundesstaat North Carolina. Am 5. November 2021 war Drehschluss.